# Cases urbanes de Sant Martí Sarroca
Les Cases urbanes de Sant Martí Sarroca és una obra eclèctica de Sant Martí Sarroca (Alt Penedès) protegida com a Bé Cultural d'Interès Local.

## Descripció
Les primeres cases d'aquests carrers daten del segle xviii. Foren les primeres que es construïren al pla, fora de l'entorn del castell. Segons testimoni verbal, aquestes cases daten de la primera dècada del segle xx. Són unes cases entre mitgeres compostes de planta baixa, pis i golfes, amb les obertures compostes verticalment, línies de separació de pisos i els murs de les façanes segmentats linealment. Decoracions de ceràmica verda i trencaaigües en relleu o balustrades i coronament d'ornamentacions ovals i palmetes.

## Història
Les primeres cases d'aquests carrers daten del segle xviii i van ser les primeres que es van construir al pla, fora de l'entorn del castell.
Per testimonis verbals, aquestes cases daten de la primera dècada del segle xx.